# Aztez
Aztez è un videogioco misto tra picchiaduro a scorrimento e uno strategico a turni ambientato nell'impero azteco appena prima dell'invasione spagnola, sviluppato e pubblicato dalla Team Colorblind di Phoenix il 1º agosto 2017. Il team di sviluppo, composto da due persone (Ben Ruiz e Matthew Wegner), è invero un team di sviluppo di giochi indie, e ha voluto progettare Aztez come un videogioco d'arcade con l'azione in stile God of War e Devil May Cry.

## Modalità di gioco
Tre sono le modalità di gioco: Campagna, Addestramento e Arena.

### Campagna
Il gioco si svolge verso la fine del XV secolo, poco prima dell'arrivo dei Conquistadores spagnoli nell'impero azteco, e il giocatore si trova inizialmente con un Aztez, in una mappa che rappresenta le città reali dell'impero azteco stesso. La campagna si divide in due fasi, ovvero quella strategica e quella di battaglia.
- La fase strategica è appunto la mappa dell'impero azteco, suddivisa in caselle esagonali, dove il giocatore può equipaggiarsi con le armi disponibili e sbloccate. Ad ogni turno sono presenti diversi eventi con le quali si decide il futuro dell'impero azteco: infatti, se tutto va bene, è possibile sottomettere altre città stato estendendo così i confini dell'impero; nella peggiore delle ipotesi, invece, alcune città potrebbero cadere in rovina. Ogni città possiede un numero equivalente alla popolazione totale, che può salire fino a 5 punti. Alla fine di ogni turno questi punti si sommano alla quantità totale di crediti che è possibile spendere per altri bonus.
- La fase di battaglia è quella incentrata sulle lotte contro vari nemici, dove il giocatore impersona un Aztez (da cui il titolo), ovvero un guerriero d'elite azteco. La fase è un picchiaduro bidimensionale a scorrimento orizzontale, dove è possibile usare una spada, una lancia, un pugnale o una mazza per sterminare i vari nemici, completare la missione bonus per ogni evento e guadagnare così nuovi oggetti.

Il giocatore perde quando termina tutti gli Aztez (l'equivalente delle vite), i dissensi raggiungono Tenochtitlan o Cortez raggiunge la capitale. Al contrario, vinta quando respinge con successo l'invasione degli spagnoli di Cortez o soppianta l'imperatore Montezuma diventando lui stesso imperatore al suo posto.
Graficamente, nella fase di battaglia il gioco utilizza una tavolozza in scala bianco e nero con aggiunta di rosso per il sangue, in modo simile a MadWorld.

### Eventi
Vari sono gli eventi presenti nel gioco:
- Annessione: completare la sfida comporta l'annessione della città all'impero. Per vincere, il giocatore dovrà eliminare tutti i nemici entro due minuti. Perdere la sfida comporta la morte di un Aztez.
- Spoglie di guerra: in questa missione bonus, è necessario sconfiggere tutti i nemici in due minuti. Vincere la sfida comporta l'ottenere degli oggetti bonus. Perdere la sfida comporta la morte di un Aztez.
- Saccheggio: l'obiettivo è eliminare tutti i ladri che stanno saccheggiando le rovine in tre minuti. Perdere la sfida comporta la morte di un Aztez. Vincere comporta la scelta fra tre oggetti anziché due.
- Peste: la città soffre di una mancanza di risorse. Bisogna sconfiggere tutti i nemici entro due minuti. Vincere eviterà la caduta della città. Perdere la sfida comporta la morte di un Aztez e l'andare in rovina della città.
- Disgrazia del Dio Sole: dei cultisti ribelli di Tlaloc hanno occupato il tempio di Huitzilopochtli: l'obiettivo è eliminarli tutti. Perdere la sfida comporta la morte di un Aztez e un periodo di oscurità, impedito invece in caso di vittoria.
- Tempio profanato: un gruppo di vandali sta profanando il tempio del Dio della Pioggia; l'obiettivo è eliminarli tutti. Perdere la sfida comporta la morte di un Aztez e un periodo di siccità, impedito invece in caso di vittoria.
- Dissenso: perdere la sfida comporta la morte di un Aztez e un dissenso della città che diventa quindi ribelle, impedito invece in caso di vittoria, nel caso della quale la città rimane neutrale.
- Rete di spie: perdere la sfida comporta la morte di un Aztez e la fuga delle spie in altre città; vincerla, invece, comporta la distruzione della rete.
- Incursione di Chichimechi: perdere la sfida comporta la morte di un Aztez e la perdita di risorse.
- Contratto di sicurezza: vincere la sfida fa ottenere al giocatore un certo numero di risorse, mentre perderla comporta la morte di un Aztez.
- Festival della fertilità: questo evento bonus termina quando l'Aztez viene sconfitto o scade il tempo. Ogni barra di sangue riempita dona un punto popolazione bonus alla città. Inoltre, l'Aztez non muore.

### Combattimento
In battaglia, è possibile usare un massimo di quattro armi, intercambiabili con i tasti direzionali. L'Aztez attacca con le proprie armi e con lo scudo (quest'ultimo utile per spezzare le guardie dei nemici), schivare o parare gli attacchi, o afferrare gli avversari e picchiarli o lanciarli per aria per poi saltargli addosso e infierire su di loro con attacchi aerei. Durante una presa, inoltre, se il nemico è abbastanza indebolito, è possibile afferrarlo, caricare un colpo potente e sacrificarlo in tal modo agli dei con tale colpo. Premendo il tasto Spazio (per la versione PC) è inoltre possibile assorbire il sangue caduto, riempiendo così una barra speciale a forma di sfera nelle vicinanze della barra di salute. Riempita la "sfera", sarà possibile evocare un dio per infliggere danni devastanti, o comunque avere un vantaggio devastante sul campo di battaglia.
I nemici hanno diversi attacchi, di cui il giocatore sarà avvertito col punto esclamativo sul nemico se sarà abbastanza vicino:
- Giallo: il nemico lancerà un attacco debole, e sarà sufficiente parare l'attacco o comunque evitarlo.
- Arancio: il nemico lancerà un attacco di moderata potenza, e l'Aztez dovrà contrattaccare.
- Rosso: il nemico lancerà un attacco potente e pericoloso, capace di superare la parata, rendendo pertanto obbligatorio schivarlo.

## Accoglienza
| Testata                          | Versione | Giudizio      |
| -------------------------------- | -------- | ------------- |
| Metacritic (media al 30-01-2020) | PC       | 81/100        |
| Destructoid                      | PC       | 9/10 (Superb) |

Il gioco ha avuto un'accoglienza generalmente positiva, con Metacritic che lo ha votato con un 81/100. Ian Birnbaum, di PC Gamer, ne ha apprezzato lo stile di gioco, prevedendo un trend di "giochi storici a scorrimento" assieme ad Apotheon, gioco della Alientrap. Caz lo ha considerato un successore spirituale di Actraiser stiloso e pieno di sostanza, e lo ha votato con un 8/10.
Le vendite, invece, sono risultate molto scarse, in quanto è riuscito a vendere soltanto 2 000 copie nei primi due mesi di uscita, come riportato dalla stessa Team Colorblind.